# Споменик народном хероју Душану Јерковићу
Споменик народном хероју Душану Јерковићу се налази у Бајиној Башти, постављен је 1987. године на централном градском тргу.
Скулптура која представља народног хероја Душана Јерковића, рад је српског вајара Ота Лога, урађена је у бронзи, висине 2,5m. Постављена је на постамент од камена, висине 0,95m.